# Jean Tatlock
Jean Frances Tatlock (21 tháng 2 năm 1914 – 4 tháng 1 năm 1944) là một nhà tâm thần học người Mỹ. Bà là thành viên của Đảng Cộng sản Hoa Kỳ, là phóng viên kiêm nhà báo cho ấn phẩm Western Worker của đảng.